# Le Miroir (film, 1997)
Pour les articles homonymes, voir Le Miroir.
Pour plus de détails, voir Fiche technique et Distribution.
Le Miroir (آینه, Ayneh) est un film iranien réalisé par Jafar Panahi, sorti en 1997.

## Synopsis
Mina est une petite fille qui doit retrouver sa mère à la sortie de son école, mais celle-ci se fait attendre et Mina se sent capable de rentrer chez elle par ses propres moyens. Elle croisera une multitude de personnes avec qui elle se confiera elle mentira, têtue et obstinée, surtout imprévisible, toujours pour se retrouver dans sa course effrenée sur le chemin du retour à la maison. La situation du film s'en trouvera même bouleversée, car la volonté des enfants est plus forte que celle des adultes qui leur courent après.

## Fiche technique
- Titre : Le Miroir
- Titre original : Ayneh
- Réalisation : Jafar Panahi
- Scénario : Jafar Panahi
- Production : Jafar Panahi et Vahid Nikkhah-Azzad
- Photographie : Farzad Jadat
- Montage : Jafar Panahi
- Pays d'origine :  Iran
- Format : Couleurs
- Genre : Film dramatique
- Durée : 95 minutes
- Dates de sortie : 
  - 1997

## Distribution
- Mina Mohammad Khani : Mina
- Kazem Mojdehi
- Naser Omuni

## Distinctions
- Léopard d'or au Festival de Locarno